# Aluma ocellata
Aluma ocellata är en insektsart som beskrevs av William Lucas Distant 1909. Aluma ocellata ingår i släktet Aluma och familjen Lophopidae. Inga underarter finns listade i Catalogue of Life.